# Orrin Hatch
Orrin Grant Hatch, född 22 mars 1934 i Homestead (en förstad till Pittsburgh) i Pennsylvania, död 23 april 2022 i Salt Lake City i Utah, var en amerikansk republikansk politiker. Han representerade delstaten Utah i USA:s senat från 1977 till 2019.
Orrin Hatch avlade 1959 grundexamen i historia vid Brigham Young University. Han avlade sedan 1962 juristexamen vid University of Pittsburgh.
Hatch och hans familj är medlemmar i Jesu Kristi kyrka av sista dagars heliga.

## USA:s senat
Sedan den 6 januari 2015 var han senatens tillförordnade president, då han var den mest långvarige ledamoten av senatens största parti.
Bland hans utskottsuppdrag i den amerikanska senaten kan nämnas ordförandeskapen i hälsovårdsutskottet 3 januari 1981 till 3  januari 1987 samt i justitieutskottet 3 januari 1995 till 3  januari 2001, 20 januari 2001 till 6 juni 2001 och 3 januari 2003 till 3 januari 2005. Från den 3 januari 2015 är han ordförande i finansutskottet.
Under 2018 sade Hatch att Obamacare-anhängare var "de dummaste, dumskallar till människor jag någonsin har träffat."
Den 2 januari 2018 meddelade Hatch att han inte skulle söka omval år 2018 för en åttonde mandatperiod som senator. Under sin omvalskampanj 2012 hade Hatch lovat att om han valdes skulle det vara hans sista mandatperiod. En opinionsundersökning utförd 19–21 augusti 2016 av Public Policy Polling fann att endast 19 procent av väljarna önskade att Hatch skulle kandidera 2018, medan 71 procent ville att han skulle gå i pension.